# Гардини, Ренато
Ренато Гардини (итал. Renato Gardini; 10 марта 1889, Болонья — 29 сентября 1940, Буэнос-Айрес) — итальянский борец классического стиля. Участник летних Олимпийских игр 1912 года, двукратный чемпион мира среди профессионалов 1920 и 1924 годов.

## Биография
Ренато Гардини родился 10 марта 1889 года в итальянском городе Болонья.
Выступал в соревнованиях по классической борьбе за «Семпре Аванти» из Болоньи. В 1913 году стал абсолютным чемпионом Италии.
В 1912 году вошёл в состав сборной Италии на летних Олимпийских играх в Стокгольме. В весовой категории до 82,5 кг в первом раунде за 2 минуты выиграл у Иоганна Трестлера из Австрии, во втором за 4 минуты 30 секунд победил Карла Линда из Финляндии, в третьем за 17 минут уступил Эрнсту Нильссону из Швеции, в четвёртом за 4 минуты 30 секунд проиграл Андерсу Альгрену из Швеции и выбыл из розыгрыша.
После Олимпиады эмигрировал в США, где в 1915—1936 годах выступал как профессионал. Дважды становился чемпионом мира среди профессионалов: в 1920 году в Бостоне в среднетяжёлом весе и в 1924 году в Филадельфии в абсолютной категории. В 1929 году был награждён золотым и бриллиантовым поясами в Бостоне. В 1934 году по приглашению муниципальных властей Милана обучал сотрудников дорожной полиции вольной борьбе. В 1936 году выиграл турнир в Болонье, победив в финале венгра Белу Надя.
В 1922 году женился.
Погиб 29 сентября 1940 года в автокатастрофе в аргентинском городе Буэнос-Айрес, куда приехал, чтобы пропагандировать борьбу.